# Antonio Maria Viani
Antonio Maria Viani (Cremona, 1550 circa – Mantova, 1635 circa) è stato un architetto e pittore italiano.

## Biografia

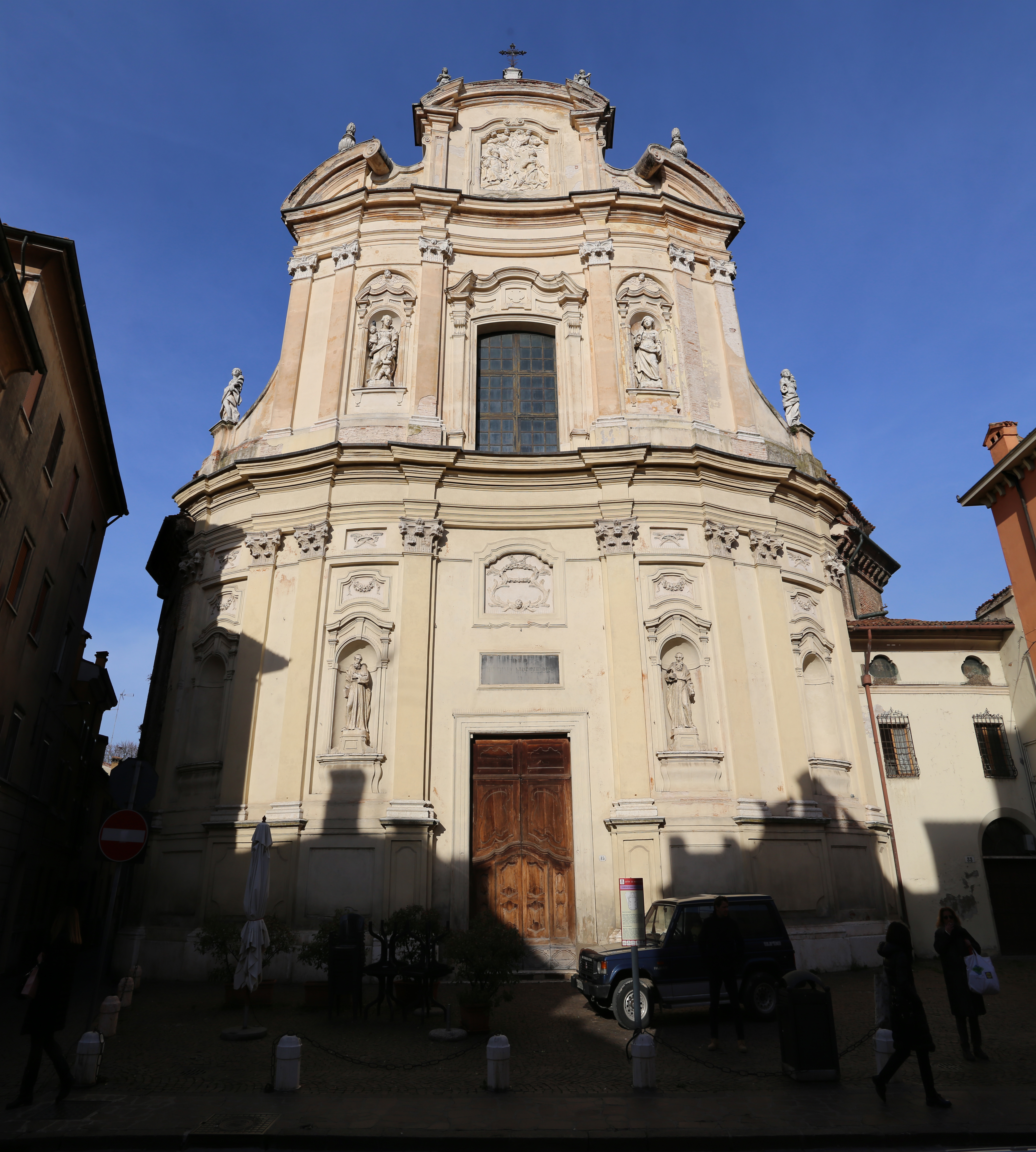
Mantova, chiesa di San Maurizio

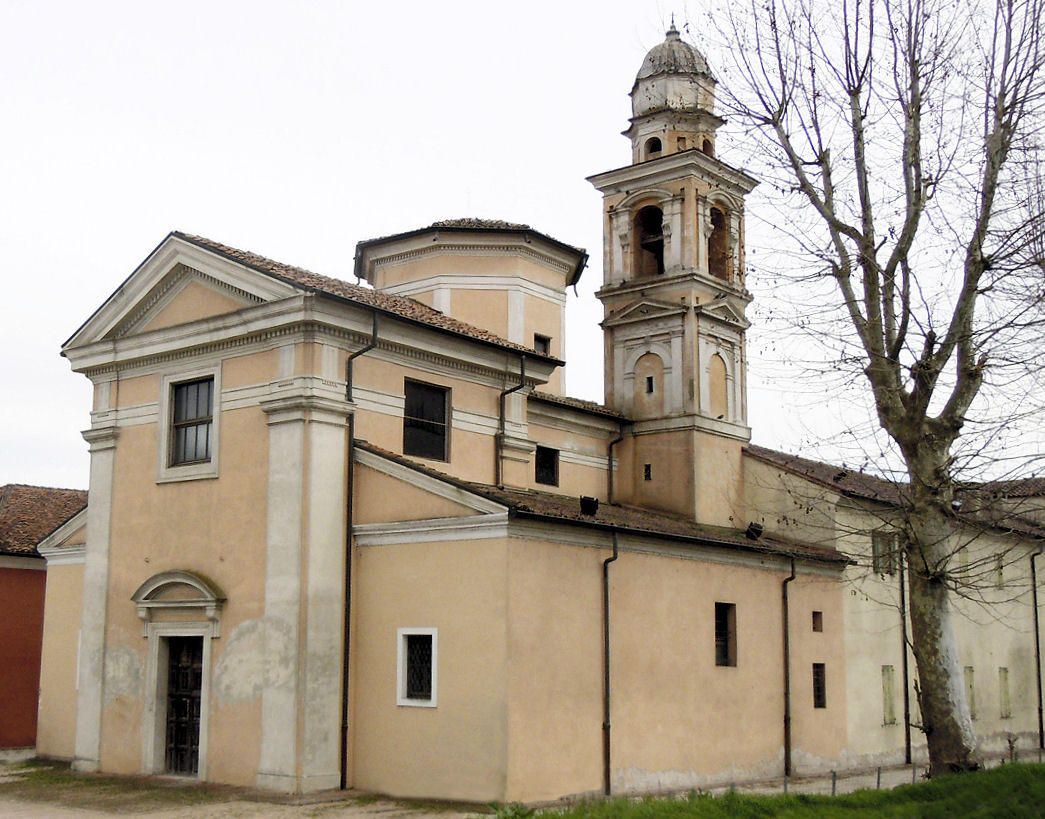
Susano, ex chiesa dell'Assunzione

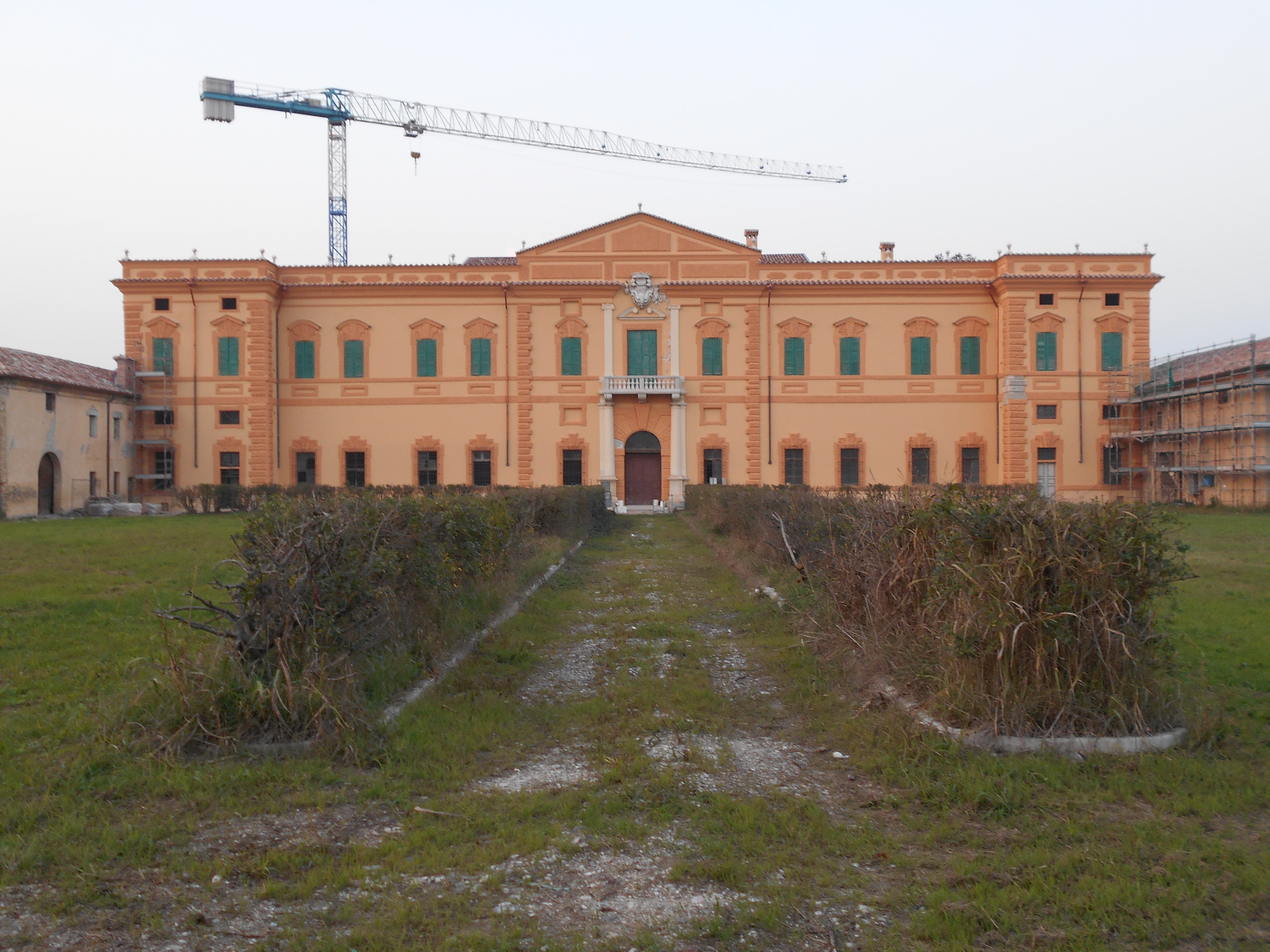
San Giacomo delle Segnate villa Arrigona

Antonio Maria Viani nella città natale, Cremona, fu allievo di Giulio Campi (Cremona 1508 circa – 1573). Nel 1586 si trasferì a Monaco al servizio del duca Guglielmo V di Baviera, intrecciando rapporti con gli altri artisti attivi per la corte, Frederick Sustris (? 1540 circa – Monaco di Baviera 1599) e Pieter de Witte detto "Candid" (Bruges? 1548 circa – Monaco di Baviera 1628). Le pale dipinte per la chiesa di San Michele di Monaco di Baviera lo mostrano allineato, nella ricerca di effetti spettacolari e di elaborate soluzioni formali, agli orientamenti del manierismo monacense.
Nel 1591 fu chiamato alla corte di Mantova dal duca Vincenzo I Gonzaga, dove ricoprì l'incarico di sovrintendente (prefetto) alle fabbriche ducali, dedicandosi a molteplici attività artistiche: pittore, architetto urbanista, consigliere culturale.
Fra l'altro progettò la Palazzina del bosco della Fontana e il Mausoleo dei Gonzaga in Sant'Andrea (1595), occupandosi anche di allestimenti teatrali (il Pastor Fido del Guarino, 1598).
Su progetto di Antonio Maria Viani furono costruite, in forme barocche, la chiesa di San Maurizio, nei primi anni del Seicento; e la chiesa di Sant'Orsola, quest'ultima nel 1608, su richiesta di Margherita Gonzaga. Altra opera del Viani fu Palazzo Guerrieri Gonzaga, l'attuale Palazzo di Giustizia, sede del Tribunale e di altri uffici giudiziari.
Ma è all'interno del Palazzo Ducale che Viani operò con più continuità, assolvendo agli incarichi del committente, progettando e seguendo la decorazione di alcuni tra gli ambienti più celebri come la Galleria della Mostra e la Galleria delle Metamòrfosi, l'appartamento di Vincenzo I e la Scala Santa.
Fra le imprese pittoriche, in cui la sbrigliata inventiva tardomanieristica trova accenti personali, sostenuti da una delicata sensibilità cromatica, spiccano gli affreschi del catino absidale del Duomo di Mantova (1593) e della cupola di San Pietro al Po di Cremona (1607), per i quali resta un imponente complesso di disegni preparatori (Teplice, Museo Regionale).
All'inizio del Seicento il Viani era un pittore legato all'area culturale mantovana, ma riuscì ad approdare in Piemonte quando i Savoia decisero di intrattenere rapporti politico-culturali con la corte di Mantova.
Il dipinto dell'Immacolata Concezione, che è nel Coro vecchio della Sacra di San Michele (Torino), con San Sebastiano a destra della Beata Vergine Maria e con Santa Margherita a sinistra, potrebbe essere stato un omaggio all'Infanta Margherita di Savoia, vedova di Francesco IV Gonzaga duca di Mantova e Monferrato, dalla quale il Nostro era stato beneficiato con un vitalizio.
Nel 1606 ricevette l'incarico dal duca Vincenzo I Gonzaga di edificare sul lago di Garda la residenza estiva della famiglia Gonzaga. Venne costruito a Toscolano Maderno un palazzo (Palazzo Gonzaga) con annesso parco di 20.000 m² che però il duca non riuscì ad abitare, in quanto morì nel 1612. Altro importante incarico dato al Viani fu Villa Arrigona, dimora extraurbana nei pressi di San Giacomo delle Segnate che fu costruita tra il 1613 e il 1622 su committenza del conte Pompeo Arrigoni.
Nel 1638, alla sua morte, Antonio Maria Viani fu sepolto a Mantova nella chiesa dei Santi Simone e Giuda come da sua richiesta testamentaria.

## Opere pittoriche

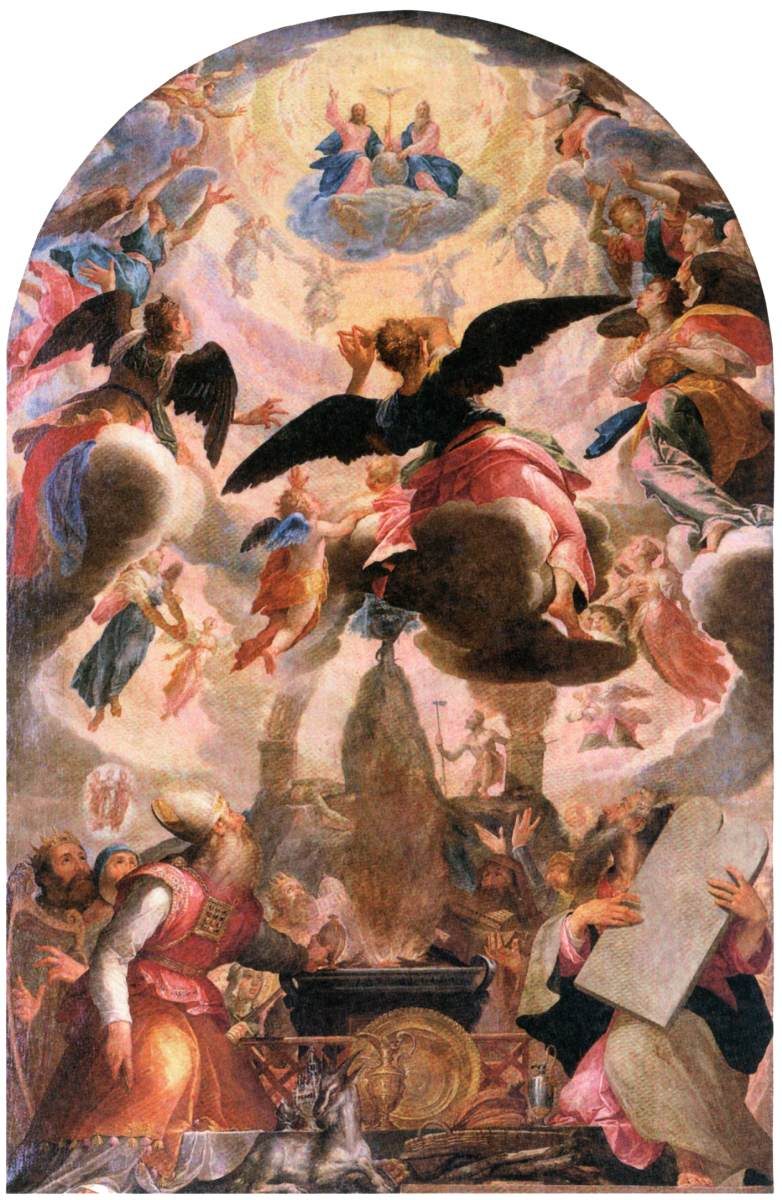
Sacrificio dell'antica alleanza, Michaelskirche di Monaco

- Gloria del Nome di Gesù, pala, Michaelskirche di Monaco, 1586-87.
- Sacrificio dell'antica alleanza, pala, Michaelskirche di Monaco, 1586-87.
- Eterno Padre fra i quattro Dottori della Chiesa, affresco, Mantova, Basilica di Sant'Andrea, volta della sagrestia.
- Lapidazione di Santo Stefano, affresco, Mantova, Basilica di Sant'Andrea, sagrestia.
- La Trinità con la Vergine e San Giovanni tra gli angeli, affresco, 180 m² circa, Mantova, Duomo, catino absidale.
- San Michele arcangelo abbatte il demonio, 1594-95, olio su tela, 330x233 cm, Mantova, Museo di Palazzo Ducale.
- La Vergine che presenta santa Margherita alla Trinità, 1619, olio su tela, 451x374 cm, Mantova, Museo di Palazzo Ducale.
- L'Annunciazione, olio su rame, cm 54.5x42.5, Siena, Museo Civico.
- Sant'Orsola e Santa Margherita in adorazione della Trinità, Santa Barbara, Santa Maddalena, quadri, Mantova, chiesa di Sant'Orsola.
- San Michele Arcangelo, pala, olio su tela, chiesa abbaziale della Sacra di San Michele in Val di Susa, Torino, 1630?
- Immacolata Concezione, pala, olio su tela, chiesa abbaziale della Sacra di San Michele in Val di Susa, Torino, 1630?

Queste ultime entrambe commissionate dal cardinal Maurizio di Savoia, abate commendatario (1611-1637).